# Винокуров Едуард Теодорович
Едуард Теодорович Винокуров (рос. Эдуард Теодорович Винокуров, нар. 21 червня 1956, Байжансай, Південно-Казахстанська область, Казахська РСР, СРСР — 10 лютого 2010, Санкт-Петербург, Росія) — радянський фехтувальник на шаблях, дворазовий олімпійський чемпіон (1968 та 1976 роки), срібний (1972 рік) призер Олімпійських ігор, шестиразовий чемпіон світу.

## Виступи на Олімпіадах
| Олімпіада     | Дисципліна     | Місце |
| ------------- | -------------- | ----- |
| Мехіко 1968   | командна шабля | 1     |
| Мюнхен 1972   | командна шабля | 2     |
| Монреаль 1976 | командна шабля | 1     |